# Fladkabel
Et fladkabel eller båndkabel er et elektrisk kabel med mange ledninger løbende parallelt til hinanden i samme flade. Resultatet er at kablet er bredt og fladt.
Fladkabler bliver typisk anvendt til interne enheder i computere, såsom harddiske, CD-afspiller, dvd-afspiller og diskettedrev. På nogle ældre computersystemer (såsom BBC Micro og Apple II) anvendes fladkabler også til at forbinde ydre enheder.

## Historie
Fladkablet blev opfundet i 1956 af Cicoil Corporation, en virksomhed med base i Chatsworth, California.  Virksomhedens ingeniør fandt ud hvordan et nyt materiale, silikonegummi, kunne anvendes til at 'støbe' et fladkabel indeholdende flere ledere med samme størrelse.  Da kablet lignede et fladt kabel eller bånd, blev det navngivet fladkabel (engelsk ribbon cable).  Fladkablet tillod virksomheder såsom IBM og Sperry/Univac at erstatte  pladskrævende og stive kabler med slanke bøjbare fladkabler.[kilde mangler]

## Karakteristisk impedans
Et fladkabel, som anvender ledere med en størrelse på 26AWG, med en afstand på 0,050" (svarer til 1,27mm) og almindelig PVC-isolation, er den resulterende karakteristiske impedans mellem en leder og nabolederne mellem 110 til 130 ohm.